# Golem

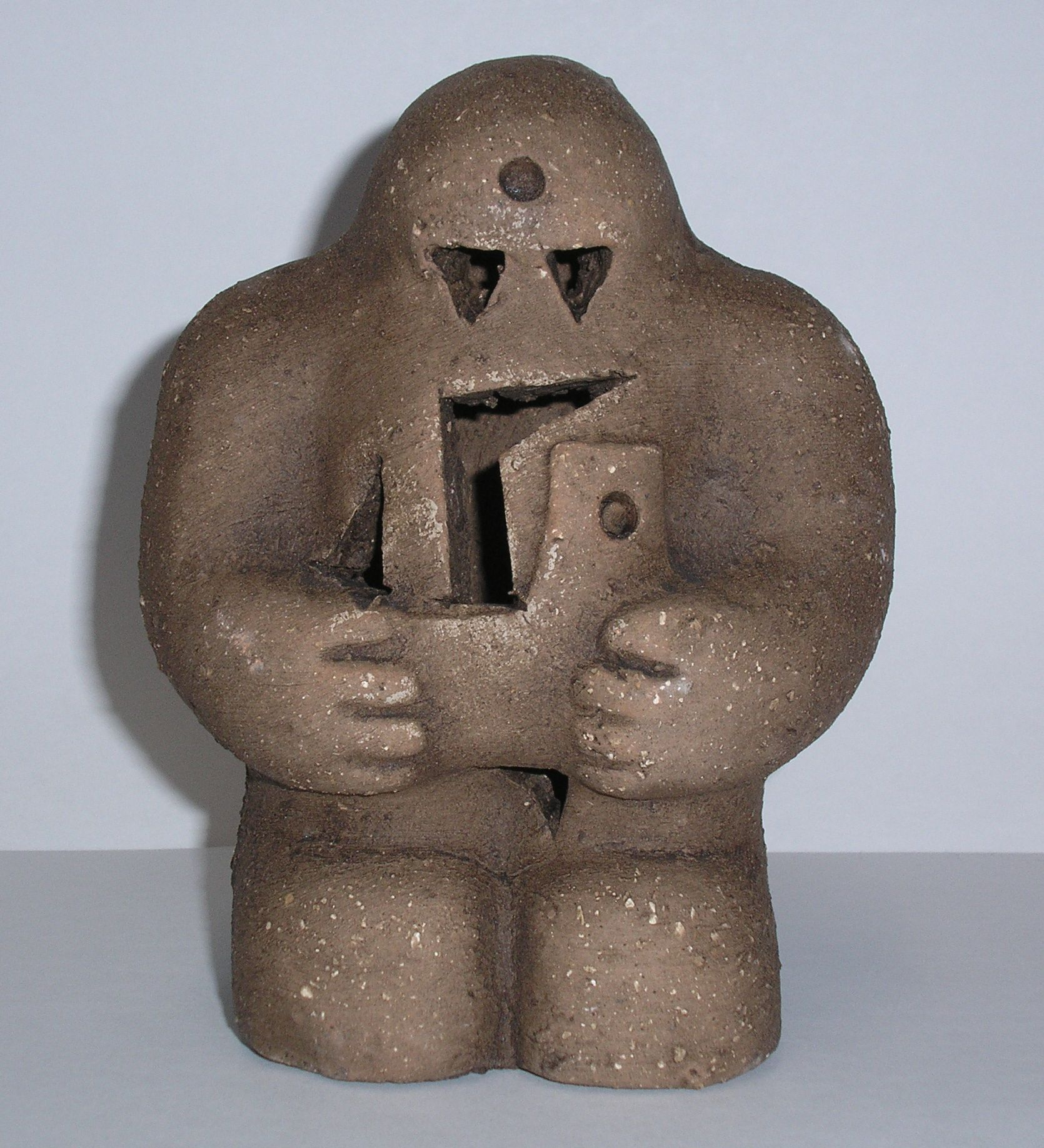
Reproducere a Golemului din Praga

În folclorul evreiesc, un golem (ebraică: גולם) este o ființă vie antropomorfă creată în întregime din materie neînsuflețită. Cuvântul a fost folosit pentru a desemna un material amorf, fără formă (de obicei, din piatră și lut) în Psalmi și în scrierile medievale.
Cea mai faimoasă narațiune despre golem a fost scrisă de Judah Loew ben Bezalel, un rabin din Praga sfârșitului de secol al XVI-lea. Există numeroase povești diferite despre modul în care un golem este adus la viață și apoi controlat.